# The Goon Show
The Goon Show foi um programa de rádio humorístico britânico, prodizido e transmitido originalmente pelo BBC Home Service entre 1951 e 1960, com reprises ocasionais no BBC Light Programme. A primeira temporada, transmitida de 28 de maio a 20 de setembro de1951, tinha o título de Crazy People; temporadas subsequentes foram batizadas The Goon Show, um título inspirado, segundo Spike Milligan, por uma personagem de Popeye.
O criador e roteirista principal do programa era Spike Milligan; os outros membros do programa eram Peter Sellers,Harry Secombe e Michael Bentine. Os roteiros misturavam enredos absurdos com humor surreal, trocadilhos, bordões e uma gama de efeitos sonoros bizarros. Alguns dos episódios posteriores apresentam efeitos eletrônicos concebidos pela novata BBC Radiophonic Workshop, muitos dos quais foram reutilizados por outros shows por décadas. Muitos elementos da série satirizaram a vida contemporânea na Grã-Bretanha, parodiando aspectos do show business, comércio, indústria, arte, política, diplomacia, polícia, militares, educação, estrutura de classes, literatura e cinema.
O programa efoi exportado internacionalmente pelo BBC Transcription Services (TS).:54 Foi transmitido regularmente na década de 1950 na Austrália, África do Sul, Nova Zelândia, Índia e Canadá, embora essas edições fossem frequentemente editadas para evitar assuntos polêmicos.:54 Nos Estados Unidos, a NBC passou a transmitir o programa em sua rede de rádio em meados dos anos1950s. O programa exerceu considerável influência no desenvolvimento da comédia britânica e americana e da cultura popular. Foi citado como uma grande influência pelos  Beatles e pela equipe de comédia americana The Firesign Theatre. bem como pelo Monty Python  e muitos outros.outros